# فرودگاه کوسنل لیک
فرودگاه کوسنل لیک (به انگلیسی: Quesnel Lake Airport) یک فرودگاه همگانی است که یک باند فرود چمن دارد و طول باند آن ۸۲۳ متر است. این فرودگاه در کشور کانادا قرار دارد و در ارتفاع ۷۶۲ متری از سطح دریا واقع شده است.